# Mappeur
Mappeur war in  Österreichisch-Ungarischen Militärsprache die Bezeichnung für einen Soldaten, meist einen Offizier, der im Auftrag des Militärgeografischen Instituts eine Gegend oder ein ganzes Land kartografisch aufnahm. Als Mappierung bezeichnete man das Ergebnis, die militärische Landesaufnahme, die Tätigkeit als mappieren (vergleiche mit engl. map – dt. Landkarte).
Allgemein verwendet wird mappieren heute im Sinne von lokalisieren und bildhaft darstellen in unterschiedlichen Fachsprachen von der Medizin bis zur Computertechnik.